# 科隆三王礼拜堂
科隆三王礼拜堂（Chapel of the Three Kings of Cologne）是英格兰布里斯托尔科尔斯顿街的一座教堂，靠近圣诞阶梯（Christmas Steps）的顶部，已被列为 II* 级登录建筑。
科隆三王是指圣经中的東方三王，模仿了科隆主教座堂的三王小堂。其中一扇窗户描绘了 耶稣诞生场景，这可能就是圣诞阶梯名称的由来。
教堂是由约翰·福斯特建于1504年。他是该市的警长、市长和议员。 该堂是毗邻的福斯特济贫院（Foster's Almshouses）的礼拜堂。济贫院院长负责维持教堂，任命牧师。
1861年，福斯特和伍德重新粉刷修理屋顶，1865年进一步修复，其中包括用于安装雕刻的壁龛。 目前的三座雕像由欧内斯特·帕斯科设计，安装于20世纪60年代。 在雕像上方的山墙上是一口小钟。
截至2007年，毗邻的福斯特济贫院已改建为私人住宅，教堂可供居民使用。